# 阿皮亚诺真蒂莱
阿皮亚诺真蒂莱（義大利語：Appiano Gentile），是意大利科莫省的一个市镇。总面积13平方公里，人口7582人，人口密度583.2人/平方公里（2009年）。ISTAT代码为013010。